# Herdenkingsmonument Verongelukte Mijnwerkers

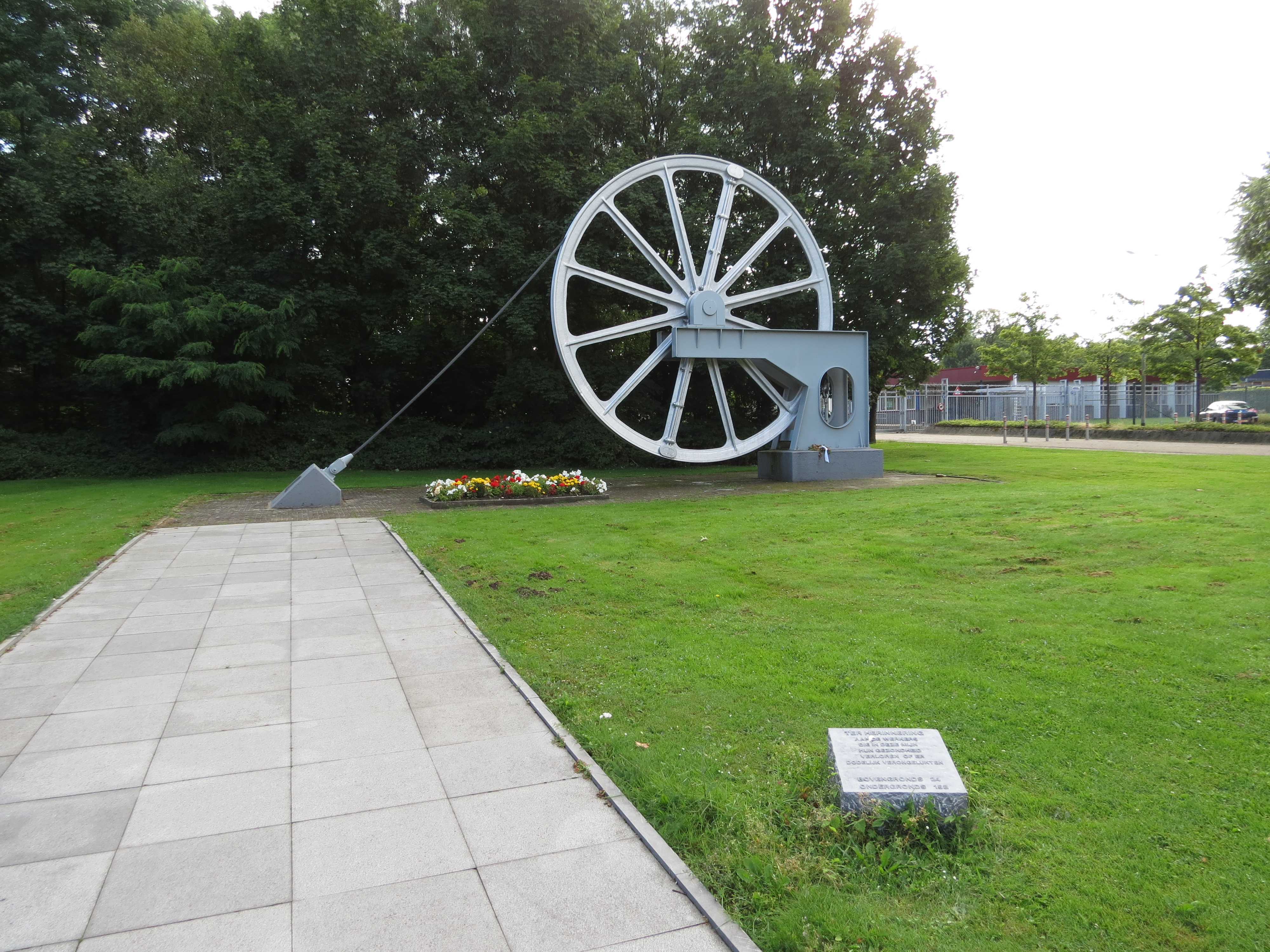
Het Herdenkingsmonument Verongelukte Mijnwerkers

Het Herdenkingsmonument Verongelukte Mijnwerkers is een gedenkmonument in Brunssum. Het monument staat bij de voormalige ingang van Staatsmijn Hendrik aan de Akerstraat.

## Geschiedenis
In 1918 kwam de Staatsmijn Hendrik in bedrijf en werd er steenkool ontgonnen. Het gevaarlijke werk in de mijn heeft in totaal aan 177 mensen het leven gekost. Er vonden twee rampen plaats. De eerste was op 13 juli 1928, daarbij kwamen 13 mensen om het leven. Op 24 maart 1947 vond de tweede mijnramp plaats, waarbij wederom 13 mijnwerkers om het leven kwamen. In 1966 werd de kolenmijn gesloten.
Eind 1982 werd in het plantsoen bij de voormalige ingang van de staatsmijn een schachtwiel geplaatst. Het wiel komt niet van de Staatsmijn Hendrik maar van de Staatsmijn Emma.
Op 18 september 2010 werd er op initiatief van Heemkundevereniging Brunssum bij het schachtwiel een gedenksteen onthuld dat alle 177/178 mensen gedenkt die hier stierven.

## Monument
Het monument bestaat uit een schachtwiel van zes meter doorsnee opgehangen in een constructie met ernaast een gedenksteen. Tekst op het steenblok:

Schachtwiel
Zoals in gebruik op de
Staatsmijn Hendrik die
zich op dit terrein be-
vond en van 1915 tot 1964
meer dan 61 miljoen ton
steenkool produceerde.

De tekst op de gedenksteen luidt:

Ter herinnering
aan de werkers
die in deze mijn
hun gezondheid
verloren of er
dodelijk verongelukten

Bovengronds 24
Ondergronds 153